# 秋白诉中华人民共和国教育部案
秋白诉中华人民共和国教育部案（或称秋白事件）指2016年中國广东中山大学女同性戀学生秋白不满高校教材污名化同性恋，抗議教材出版单位广东高等教育出版社，並將中华人民共和国教育部告上法庭的事件。其首次訴訟未得到立案，第二次訴訟雖得到立案，但一審二審均以败诉告終。秋白的行動獲得了許多人的支持，系列案件被稱為“中国首例同性恋受教育权维权案”，引發了媒體關注。

## 背景
1990年，世界卫生组织将同性恋从精神疾病名册中删除。在2001年第三版《中国精神障碍分类与诊断标准》，同性恋亦从病态中被移除。但根據同城青少年资源中心2014年发布的《中国高校教科书中同性恋错误和污名内容调查报告》，中國大陸高校90本心理学、医学、心理健康教科书中有42本教科书含有同性恋相關内容，但超过40%的2001年后中國大陸编著的教科书仍明确认定同性恋为病态，有50%的专业书主张将同性恋治疗成异性恋，57.14%将同性恋分为真性、假性和精神性。許多专家呼吁关注校园性少数群体，他们希望教育部门尽早对教科书中关于同性恋内容的科学性和正确性进行审查。
秋白是一名女同性戀者，於1995年出生于广东中山的一个小村庄。小時候的秋白是一個“假小子”，她对女生的爱好没什么兴趣，经常和男生打成一片。2013年，秋白進入廣東中山大學就讀，上大学以后，她发现自己对一名女生有“感觉”，甚至会产生性幻想，於是开始怀疑自己是同性恋。秋白不敢和周圍人袒露她對自己性取向的懷疑。但她當時認為，教材权威、专业、基本而便捷，於是便開始找一些书籍来自我解惑。2014年，她在學校圖書館裏查閲心理學類、醫學類、大學生心理健康類教材時發現，中國國內出版的許多教材将同性恋归为心理疾病，有些教材甚至描寫了脫離同性戀的方法，秋白一度认为自己得了严重的心理疾病，但在参加同志讲座以及與圈内人多次交流後，秋白最終接受了自己“正常的同性恋”之身份。

## 起訴
由於擔心“恐同教材”对自我认同期的同志形成误导，2015年3月19日，秋白联名十余名同学向国家新闻出版总署和广东省教育厅分别递交举报信，反映广东高等教育出版社出版的多种教材存在的問題，她亦在廣東省教育廳門口舉牌，以期引起教育部門與公眾的關注。但国家新闻出版总署表示，编写與印刷教材的主管是教育部门。广东省教育厅則称已责成广东高等教育出版社给予回应。但之後，出版社表示，教材作者认为，教材乃依国家诊断标准撰写，内容无误。之後，秋白起诉广东高等教育出版社，認為有關教材损害其名誉权，但廣州市天河区法院驳回了其上诉。
5月14日，秋白致信中華人民共和國教育部，以希其公开对高校使用教材的监管措施。但未得到教育部之回复。隨後，她以行政不作为为由，向北京市第一中级人民法院提告教育部。8月14日，起诉得到受理。11月24日，秋白以庭前谈话的方式在法院与教育部官员对话。教育部工作人员承诺會将其诉求转交给教育部相关部门，並表示秋白可以书面投诉相關問題，教育部将会按照举报监督机制来处理。由於秋白认为和教育部有希望進行对话，她于当年12月底撤诉。之後，她聯合中國各地80多人寻找教材对同性恋表述存在的问题，並写举报信邮寄给教育部。但他們的信件要麼被退回，要麼未得到回复。
2016年4月25日，秋白以中華人民共和國行政诉讼法相關規定為由狀告教育部不作为，但法院以“信访事项没有侵犯到起诉人的合法权益”為由未予立案。5月，秋白在其微信公眾號发起了一項關於“选择到北京高级法院上诉，还是选择向教育部申请行政复议”的投票。根據投票結果和网友的意见，她決定对教育部提起行政复议，但未得到受理。6月14日，她再次將教育部告上法庭，並得到了立案。在9月27日的一审宣判，由於法院認為，秋白对其请求事项不具有利害关系，秋白败诉並提起上诉。次年1月10日，案件在北京市高级人民法院二审。秋白代理律师于丽颖称其提供了新证据，扩展了侵权内容，但教育部則不认可证据之关联性。案件未当庭宣判。3月2日，高院作出终审判决，宣佈秋白败诉，並驳回了其上诉请求。對此，秋白表示很失望，但稱不会放弃。

## 反響
秋白起訴教育部後，曾多次被學校約談，學校希望她停止這些行为。而辅导员未經秋白同意，将其性取向告诉了秋白的父母。起初，微信公眾號「中大Din」指，秋白的父母無法接受，威脅中斷秋白的經濟來源，阻止其行動。而學院則以不能畢業為威脅對其施壓。但中山大學宣傳部長丘國新則表示“我們老師一般不會說這樣的話。只要她學分夠，各方面也符合條件，不會不給畢業證，這個有教務處的條例。”該校新闻中心的一名主任則表示，希望保护学生隐私，因此決定不回应此事。2016年，校方已很少主动联系秋白。而秋白的父母則逐渐认同爭取修改教材一事，但仍不太接受秋白同性恋的身份，擔心受到亲戚朋友的歧視，希望秋白減少曝光。
秋白訴教育部一案被稱為“中国同性恋维权诉教育部第一案”，在一審時獲得了中國大陸媒體的廣泛關注，該事件及其类似案件曾入選中国人民大学宪政与行政法治研究中心主办的“2015中国十大宪法事例”。然而二審時，根據社群媒體LesPark拉拉公園的說法，案件由於官方的壓力，鮮有媒體報道。
秋白的行動得到了許多人的支持。中山大学中文系退休教授艾晓明對秋白的行動表示支持。她認為“中山大学的多元性别教育已有10多年历史，学校领导、行政人员仍有很多偏见。”但大眾亦有不認同秋白行動者，稱秋白的行為乃「炒作」，「太激進」，甚至有人說其「限制言論自由」。對此，秋白回應稱，如果炒作“能讓教育部修改恐同教材”，她“是願意『炒作』的”，并認為訴訟權是每一位公民享有的權利，起訴並不激進。對於「限制言論自由」，她則認為“言論自由的前提是不能侵犯別人的自由和權利”。

## 來源
1. ↑  韦英哲; 郭苏莹. . 新浪网. 信息时报. 2014-08-28  [2018-01-12]. （原始内容存档于2018-01-13）.
2. 1 2 3  邢丙银; 毛炜达. . 澎湃新闻.   [2018-01-12]. （原始内容存档于2018-01-12）.
3. ↑  . 蘋果日報.   [2018-01-12]. （原始内容存档于2018-01-12） （中文（臺灣））.
4. ↑  . 鳳凰網.   [2018-01-12]. （原始内容存档于2018-01-12）.
5. 1 2  . 搜狐新闻. 南方週末. 2015-08-27  [2018-01-12]. （原始内容存档于2018-01-13）.
6. ↑  彭子洋; 吴振鹏. . 新京报网.   [2018-01-12]. （原始内容存档于2018-01-13）.
7. 1 2 3  秋白. . 端傳媒.   [2018-01-12]. （原始内容存档于2021-01-21） （中文（香港））.
8. 1 2 3 4 5  徐晓阳; 韩晓彤; 吴伊端. . 澎湃新闻.   [2018-01-12]. （原始内容存档于2018-01-12）.
9. 1 2 3 4  徐晓阳; 韩晓蓉; 李怡敏; 吴锦硕; 周钊琼. . 澎湃新闻.   [2018-01-12]. （原始内容存档于2017-10-13）.
10. ↑  王巍; 武琳悦. . 新京报网.   [2018-01-12]. （原始内容存档于2018-01-13）.
11. 1 2  张从志; 盛梦露. . 财新网.   [2018-01-12]. （原始内容存档于2017-10-07）.
12. 1 2  . 端傳媒.   [2018-01-12]. （原始内容存档于2021-01-21）.
13. ↑  勉筝. . 侨报网.   [2018-01-12]. （原始内容存档于2018年1月13日）.
14. ↑  何宜玲. . 中時電子報.   [2018-01-12]. （原始内容存档于2018-01-13） （中文（臺灣））.
15. ↑  . 明報新聞網.   [2018-01-12]. （原始内容存档于2015-10-17） （中文（香港））.